# Deltochilum rosamariae
Deltochilum rosamariae är en skalbaggsart som beskrevs av Martinez 1991. Deltochilum rosamariae ingår i släktet Deltochilum och familjen bladhorningar. Inga underarter finns listade i Catalogue of Life.